# Consell General de la Guaiana Francesa

Logotip del Consell General

El Consell General de la Guaiana Francesa és l'assemblea deliberant executiva que li correspondria a la regió d'ultramar de la Guaiana Francesa com a departament francès. La seva seu es troba a Caiena. Des de 2004, el president és Alain Tien-Liong (MDES).

## Composició des de les eleccions de 2008

### President
- Alain Tien-Liong (MDES), cantó de Caiena-Sud-Oest

### Vice-presidents
- Fabien Canavy (MDES), 1r vicepresident, cantó de Caiena-Sud
- Alex Alexandre (PSG), 2n vicepresident, cantó de Caiena-Sud-Est
- Albéric Benth (App. PSG), 3r vicepresident, cantó de Mana, adjunt a l'alcalde de Mana
- René-Amédé Gustave (divers gauche), 4t vicepresident, cantó de Saint-Georges-de-l'Oyapock
- Patrice Clet (divers), 5è vicepresident, cantó de Sinnamary

### Consellers generals
Esquerra :
- Antoine Karam (PSG), cantó de Caiena-Nord-Est, president del Consell Regional de la Guaiana Francesa
- Hubert Contout (Walwari/PRG), cantó de Caiena-Centre
- Joseph Ho-Ten-You (divers gauche), cantó de Rémire-Montjoly

Divers :
- Athys Jair (divers), cantó de Caiena-Nord-Oest
- Christian Porthos, (divers), cantó de Montsinéry-Tonnegrande

Dreta :
- Serge Adelson (divers droite), cantó de Macouria
- Pierre Désert (divers droite), cantó d'Approuague-Kaw
- Jocelyn Agelas (divers droite), cantó de Maripasoula, adjunt a l'alcalde de Maripasoula
- Daniel Mangal (divers Droite), cantó d'Iracoubo, alcalde d'Iracoubo
- Marie-Thérèse Morel (UMP), cantó de Saint-Laurent-du-Maroni
- Juliana Rimane (UMP), cantó de Kourou, conseller municipal de Kourou
- Jean-Pierre Roumillac (UMP), cantó de Matoury, alcalde de Matoury
- Claude Polony (UMP), cantó de Roura

| Partit                            | Sigla | Electes |
| --------------------------------- | ----- | ------- |
| Majoria (11 escons)               |       |         |
| Independentistes                  | MDES  | 2       |
| Partit Socialista Guaianès        | PSG   | 3       |
| Walwari/Partit Radical d'Esquerra | WAL   | 1       |
| Divers gauche                     | DVG   | 2       |
| Divers                            | DIV   | 3       |
| Oposició (8 escons)               |       |         |
| Unió pel Moviment Popular         | UMP   | 4       |
| Divers droite                     | DVD   | 4       |
| president del consell general     |       |         |
| Alain Tien-Liong (MDES)           |       |         |